# Eternit (Star Trek: Voyager)
„Eternit” (titlu original: „Timeless”) este al 6-lea episod din al cincilea sezon al serialului TV american științifico-fantastic Star Trek: Voyager și al 100-lea în total. A avut premiera la 18 noiembrie 1998 pe canalul UPN.

## Prezentare
Cincisprezece ani în viitor, Chakotay și Harry Kim încearcă să împiedice prăbușirea navei Voyager pe o planetă înghețată.

## Actori ocazionali
- LeVar Burton - Captain Geordi La Forge
- Christine Harnos - Tessa Omond

## Vezi și
- Episoade din Star Trek cu călătorii în timp
- Non Sequitur (Star Trek: Voyager)